# Lobelia thermalis
Lobelia thermalis är en klockväxtart som beskrevs av Carl Peter Thunberg. Lobelia thermalis ingår i släktet lobelior, och familjen klockväxter. Inga underarter finns listade i Catalogue of Life.